# Jarosław Komorowski
Jarosław Adam Komorowski – polski historyk teatru, profesor doktor habilitowany nauk humanistycznych.

## Życiorys
Studia magisterskie w zakresie filologii polskiej ukończył w 1977 na Uniwersytecie Wrocławskim. Tam też w 1983 zdobył stopień doktora. Habilitację uzyskał w 2003 w Instytucie Sztuki Polskiej Akademii Nauk na podstawie rozprawy o Makbecie w kulturze polskiej. W 2013 otrzymał tytuł profesora nauk humanistycznych.
W latach 1978–1995 pracował w warszawskim Muzeum Teatralnym. Od 1987 wykłada w Akademii Teatralnej im. Aleksandra Zelwerowicza w Warszawie, a w latach 2010–2012 był dziekanem tamtejszego Wydziału Wiedzy o Teatrze. Od 1996 jest zatrudniony w Instytucie Sztuki PAN (obecnie na stanowisku profesora i kierownika Pracowni Teatru Dawnego). W latach 2015–2019 był redaktorem naczelnym "Pamiętnika Teatralnego".
Prowadzi badania nad polską recepcją twórczości Williama Shakespeare'a oraz nad dziejami teatrów na dawnych Kresach Rzeczypospolitej.

## Publikacje
- Polskie życie teatralne na Podolu i Wołyniu do 1863 roku, Wrocław 1985.
- "Makbet” Williama Shakespeare’a, Warszawa 1989 (wydanie drugie: 1995).
- "Romeo i Julia" Williama Shakespeare’a, Warszawa 1990.
- “Hamlet” Williama Shakespeare’a, Warszawa 1992.
- Kresowym szlakiem: kapliczki, pomniki, groby. Część I – Polesie, Świdnica 1997.
- Kresowym szlakiem: kapliczki, pomniki, groby. Część II – Nowogródczyzna, Świdnica 2000.
- Piramida zbrodni. “Makbet” w kulturze polskiej 1790–1989, IS PAN, Warszawa 2002.
- Naród powstaje, zrywa się burza... Pomniki i pamiątki wojny 1813 roku na Dolnym Śląsku, Świdnica 2003.
- Nie tylko Shakespeare. Studia z dziejów teatru i dramatu XVI–XX wieku, Warszawa 2011.
- Teatr i widowiska na Wołyniu do 1863 roku z przydaniem Ziemi Kijowskiej, Warszawa 2016.
- Teatr i widowiska na Podolu do 1863 roku, Warszawa 2019.
- Dwaj Panowie S. Studia i szkice o Shakespearze i Sienkiewiczu, Warszawa 2023.